# Current Medicinal Chemistry
Current Medicinal Chemistry is een internationaal, aan collegiale toetsing onderworpen wetenschappelijk tijdschrift op het gebied van de farmacochemie. De naam wordt in literatuurverwijzingen meestal afgekort tot Curr. Med. Chem.
Het wordt uitgegeven door Bentham Science Publishers.
Het eerste nummer verscheen in 1994.